# Utra
Utra är en finländsk småort i Joensuu kommun. Utra tillhörde Kontiolax fram till 1950-talet och tillhör nu Joensuu.
Utra ligger vid Pielis älv nära Joensuus förort Rantakylä på Kontiolaxsidan. 
Skulpturen Vesisaha ("Vattensågen") skapades av Jouko Solonen (1920-2008) och uppfördes 1981 till firandet av 200-årsdagen av öppnandet av Joensuus sågverk. Den har formen av en enorm skruv och såg.

## Historia
Utra var på 1800-talet en stor industribygd med bland annat glasbruk (1874–1906) och sågverk. Det första sågverket grundades 1780 av Jakob Stenius den yngres son Martin Stenius och dennes kompanjoner. Det låg på Myllysaari. Från 1833 ägdes sågverket av Nils Arppe. Det köptes 1856 av Joensuuköpmannen Antti Mustonen. 
År 1861 byggde Stenius ytterligare ett sågverk på Utraälvens norra strand. Från 1882 ägdes sågverken och glasbruket av brittiska Egerton Hubbard & Co., som sålde dem 1902 till W. Gutzeit & Co. Sågverken lades ned 1905.
I Utra låg fram till 2010 ett campus med ett bioekonomicentrum vid Yrkeshögskolan i Norra Karelen.

## Utra kanal
Utra kanal och Arppes sluss ligger bredvid varandra på ömse sidor om Pielis älv. En sluss på ungefär 40 x 6 meter byggdes omkring 1833 och revs 1850. År 1853 byggdes i stället en 260 meter lång och 3,6 meter bred kanal. Av slussen återstår idag en del av stenväggarna i slusskammaren och några bottenplankor.
En ny sluss byggdes 1874–1875 i kanalen och en svängbro byggdes över kanalen. År 1951 ersattes slussen av en ny timmerflottningssluss med en slusskammare av betong. Slussen togs ur bruk 1971, då timmerflottningsslussen i Kuurna kanal togs i bruk.